# بورس تایوان

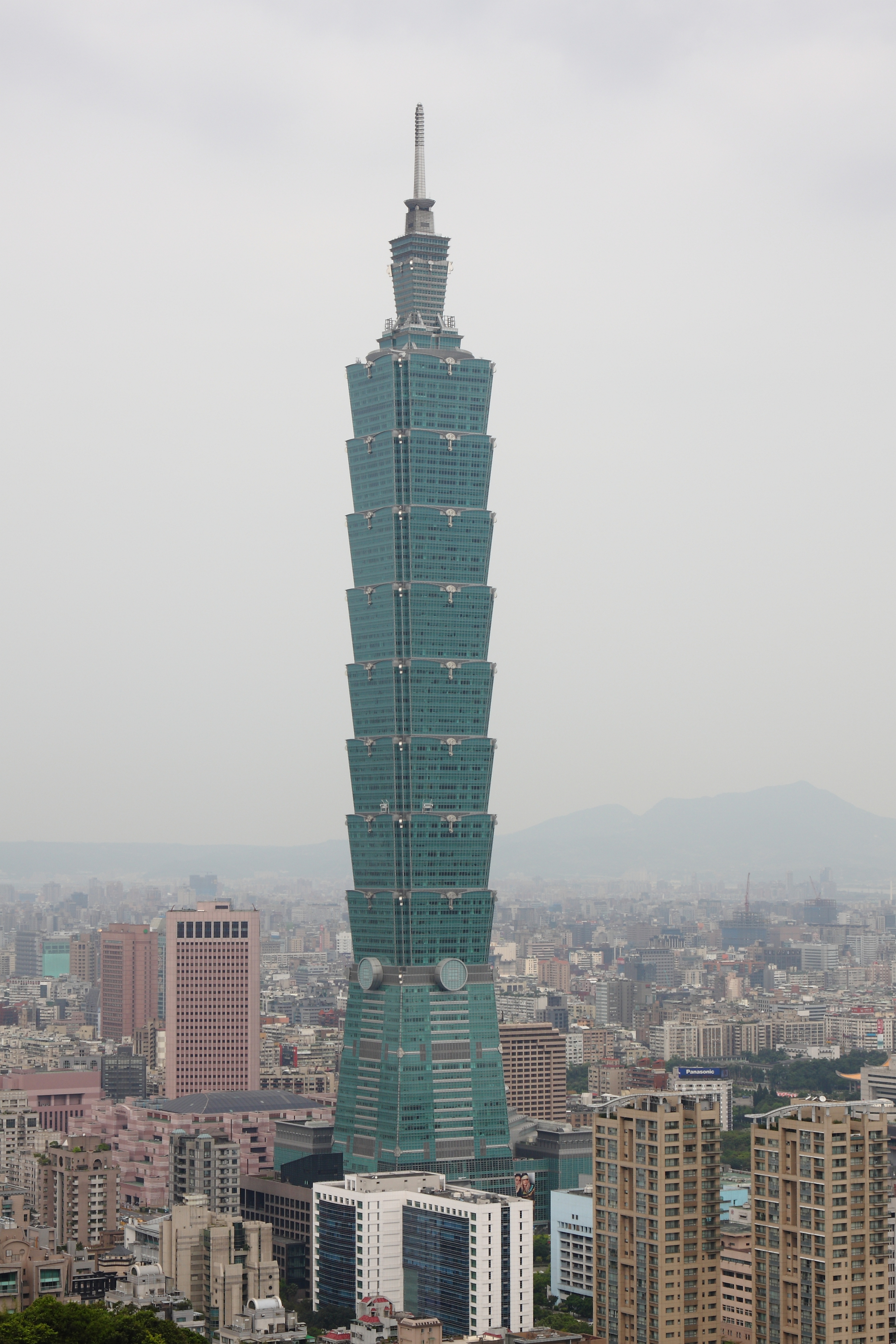
ساختمان تایپه ۱۰۱، محل برگزاری بازار بورس تایوان

بورس تایوان (به چینی: 臺灣證券交易所) مؤسسه مالی تایوانی و بازار بورس اوراق بهادار این کشور است، که در سال ۱۹۶۱ تأسیس شد و هم‌اکنون ارزش بازار سرمایه آن بالغ بر ۲۳ تریلیون دلار جدید تایوان برآورد می‌شود. دفتر مرکزی بازار بورس تایوان در برج تایپه ۱۰۱، در شهر تایپه مستقر می‌باشد.